# Палочковидные водомерки
Палочковидные водомерки (лат. Hydrometridae)— семейство насекомых из отряда полужесткокрылых. В семействе описано 119 видов из семи родов; в Европе обитают всего два вида.

## Описание
Клопы мелких и средних размеров; в длину достигают от 3 до 22 мм. Тело сильно удлинённое, палочковидное, тёмно-бурой окраски. Голова очень длинная. Усики четырёхчлениковые. Щиток в форме небольшого треугольника. Лапки всех ног трёхчлениковые.

## Экология
Обитают по берегам рек и на поверхности плёнки воды и на листьях водных растений. Хищный образ жизни, добычей служат личинки и куколки кровососущих комаров и хирономид и низшие ракушковые и ветвистоусые ракообразные. Зимуют на стадии имаго в почве под опадом листьев. Весной самки откладывают яйца на прямостоящие стебли водных растений. Естественными врагами палочковидных водомерок являются водомерки и различные пауки.

## Палеонтология
Ископаемые представители найдены в отложениях нижнего мела в Бразилии, в бирманском и балтийском янтарях. Древнейшие находки датируются возрастом 122,46—112,03 млн лет.